# Wanderer (album de Cat Power)
Pour les articles homonymes, voir Wanderer.
Wanderer, est un album studio de Chan Marshall alias Cat Power, sorti sur le label Domino le 5 octobre 2018.
Sur ce disque, elle reprend Stay de Rihanna, et accueille Lana Del Rey sur Woman.

## Titres
Toutes les chansons ont été écrites et composées par Chan Marshall, excepté le titre Stay qui a été composé par Mikky Ekko et Justin Parker.
Toutes les chansons sont écrites et composées par Chan Marshall.
| 1.    | Wanderer                  | 1:14 |
| 2.    | In Your Face              | 4:11 |
| 3.    | You Get                   | 3:43 |
| 4.    | Woman (avec Lana Del Rey) | 4:50 |
| 5.    | Horizon                   | 4:24 |
| 6.    | Stay                      | 3:58 |
| 7.    | Black                     | 3:56 |
| 8.    | Robbin Hood               | 2:10 |
| 9.    | Nothing Really Matters    | 3:12 |
| 10.   | Me Voy                    | 4:00 |
| 11.   | Wanderer / Exit           | 2:19 |
| 37:57 |                           |      |

## Musiciens
- Chan Marshall – chant et tous les instruments sauf :
- Lana Del Rey – chant sur Woman
- Nico Segal – trompette sur Wanderer / Exit
- Patrick Warren – arrangements pour cordes, violon et violoncelle